# バルバラ・ザーポリャ
バルバラ・ザーポリャ（ポーランド語表記：Barbara Zápolya / ハンガリー語表記：Szapolyai Borbála, 1495年 - 1515年10月2日）は、リトアニア大公を兼ねたポーランド王ジグムント1世の最初の妃。

## 生涯
ハンガリーの大貴族サポヤイ・イシュトヴァーンの娘、母はピャスト朝の流れをくむチェシン公国（テッシェン）の統治者プシェミスワフ2世の娘ヤドヴィガ。後にハンガリー王となったサポヤイ・ヤーノシュは兄である。1512年にジグムント1世と結婚し、間にヤドヴィガ（ブランデンブルク選帝侯ヨアヒム2世に嫁ぐ）とアンナ（1515年 - 1520年）と二人の娘をもうけた。バルバラの死後、ジグムントはヴァヴェル城内にジグムント礼拝堂の建設を命じ、そこに妻の遺骸を埋めた。